# Velika nagrada Belgije 2011
Velika nagrada Belgije 2011 je dvanajsta dirka Svetovnega prvenstva Formule 1 v sezoni 2011. Odvijala se je 28. avgusta 2011 na belgijskem dirkališču Circuit de Spa-Francorchamps. Zmagal je Sebastian Vettel, drugo mesto je osvojil Mark Webber, oba Red Bull-Renault, tretji pa je bil Jenson Button, McLaren-Mercedes.
Najboljši štartni položaj je osvojil Sebastian Vettel, svojega štiriindvajsetega, s čimer se je na osmem mestu večne lestvice izenačil s trikratnima prvakoma Formule 1, Nikijem Laudo in Nelsonom Piquetom. Ob štartu je vodstvo prevzel Nico Rosberg, v tretjem krogu pa ga je prehitel Vettel. Zaradi težav z visoko obrabo pnevmatik so dirkači opravili po več postankov v boksih v prvem delu dirke. V dvanajstem krogu dirke je Lewis Hamilton trčil v Kamuija Kobajašija in nato še v ogrado. Hamilton je moral odstopiti, posredoval pa je tudi varnostni avto. Dolgo je drugo mesto za Vettlom držal Fernando Alonso, toda v zadnjih krogih dirke sta ga prehitela Mark Webber in Jenson Button. Peto mesto je iz zadnjega štiriindvajsetega štartnega mesta osvojil Michael Schumacher, ki praznoval dvajsetletnico nastopanja v Formuli 1, saj je bil na dirkah Formule 1 debitiral na Veliki nagradi Belgije 1991 v Jordanu.

## Rezultati

### Kvalifikacije
| Poz | Št | Dirkač             | Konstruktor          | 1. del    | 2. del   | 3. del   | Št. m. |
| --- | -- | ------------------ | -------------------- | --------- | -------- | -------- | ------ |
| 1   | 1  | Sebastian Vettel   | Red Bull-Renault     | 2:03,029  | 2:03,317 | 1:48,298 | 1      |
| 2   | 3  | Lewis Hamilton     | McLaren-Mercedes     | 2:03,008  | 2:02,823 | 1:48,730 | 2      |
| 3   | 2  | Mark Webber        | Red Bull-Renault     | 2:02,827  | 2:03,302 | 1:49,376 | 3      |
| 4   | 6  | Felipe Massa       | Ferrari              | 2:05,834  | 2:04,507 | 1:50,256 | 4      |
| 5   | 8  | Nico Rosberg       | Mercedes             | 2:05,091  | 2:03,723 | 1:50,552 | 5      |
| 6   | 19 | Jaime Alguersuari  | Toro Rosso-Ferrari   | 2:05,419  | 2:04,561 | 1:50,773 | 6      |
| 7   | 9  | Bruno Senna        | Renault              | 2:05,047  | 2:04,452 | 1:51,121 | 7      |
| 8   | 5  | Fernando Alonso    | Ferrari              | 2:04,450  | 2:02,768 | 1:51,251 | 8      |
| 9   | 17 | Sergio Pérez       | Sauber-Ferrari       | 2:06,284  | 2:04,625 | 1:51,374 | 9      |
| 10  | 10 | Vitalij Petrov     | Renault              | 2:05,292  | 2:03,466 | 1:52,303 | 10     |
| 11  | 18 | Sébastien Buemi    | Toro Rosso-Ferrari   | 2:04,744  | 2:04,692 |          | 11     |
| 12  | 16 | Kamui Kobajaši     | Sauber-Ferrari       | 2:07,194  | 2:04,757 |          | 12     |
| 13  | 4  | Jenson Button      | McLaren-Mercedes     | 2:01,813  | 2:05,150 |          | 13     |
| 14  | 11 | Rubens Barrichello | Williams-Cosworth    | 2:05,720  | 2:07,349 |          | 14     |
| 15  | 14 | Adrian Sutil       | Force India-Mercedes | 2:06,000  | 2:07,777 |          | 15     |
| 16  | 12 | Pastor Maldonado   | Williams-Cosworth    | 2:05,621  | 2:08,106 |          | 21     |
| 17  | 20 | Heikki Kovalainen  | Lotus-Renault        | 2:06,780  | 2:08,354 |          | 16     |
| 18  | 15 | Paul di Resta      | Force India-Mercedes | 2:07,758  |          |          | 17     |
| 19  | 21 | Jarno Trulli       | Lotus-Renault        | 2:08,773  |          |          | 18     |
| 20  | 24 | Timo Glock         | Virgin-Cosworth      | 2:09,566  |          |          | 19     |
| 21  | 25 | Jérôme d'Ambrosio  | Virgin-Cosworth      | 2:11,601  |          |          | 20     |
| 22  | 23 | Vitantonio Liuzzi  | HRT-Cosworth         | 2:11,616  |          |          | 22     |
| 23  | 22 | Daniel Ricciardo   | HRT-Cosworth         | 2:13,077  |          |          | 23     |
| 24  | 7  | Michael Schumacher | Mercedes             | brez časa |          |          | 24     |

### Dirka
| Poz | Št | Dirkač             | Konstruktor          | Krogi | Čas/Odstop  | Št. m. | Toč |
| --- | -- | ------------------ | -------------------- | ----- | ----------- | ------ | --- |
| 1   | 1  | Sebastian Vettel   | Red Bull-Renault     | 44    | 1:26:44,893 | 1      | 25  |
| 2   | 2  | Mark Webber        | Red Bull-Renault     | 44    | +3,741      | 3      | 18  |
| 3   | 4  | Jenson Button      | McLaren-Mercedes     | 44    | +9,669      | 13     | 15  |
| 4   | 5  | Fernando Alonso    | Ferrari              | 44    | +13,022     | 8      | 12  |
| 5   | 7  | Michael Schumacher | Mercedes             | 44    | +47,464     | 24     | 10  |
| 6   | 8  | Nico Rosberg       | Mercedes             | 44    | +48,674     | 5      | 8   |
| 7   | 14 | Adrian Sutil       | Force India-Mercedes | 44    | +59,713     | 15     | 6   |
| 8   | 6  | Felipe Massa       | Ferrari              | 44    | +1:06,706   | 4      | 4   |
| 9   | 10 | Vitalij Petrov     | Renault              | 44    | +1:11,917   | 10     | 2   |
| 10  | 12 | Pastor Maldonado   | Williams-Cosworth    | 44    | +1:17,615   | 21     | 1   |
| 11  | 15 | Paul di Resta      | Force India-Mercedes | 44    | +1:23,994   | 17     |     |
| 12  | 16 | Kamui Kobajaši     | Sauber-Ferrari       | 44    | +1:31,976   | 12     |     |
| 13  | 9  | Bruno Senna        | Renault              | 44    | +1:32,985   | 7      |     |
| 14  | 21 | Jarno Trulli       | Lotus-Renault        | 43    | +1 krog     | 18     |     |
| 15  | 20 | Heikki Kovalainen  | Lotus-Renault        | 43    | +1 krog     | 16     |     |
| 16  | 11 | Rubens Barrichello | Williams-Cosworth    | 43    | +1 krog     | 14     |     |
| 17  | 25 | Jérôme d'Ambrosio  | Virgin-Cosworth      | 43    | +1 krog     | 20     |     |
| 18  | 24 | Timo Glock         | Virgin-Cosworth      | 43    | +1 krog     | 19     |     |
| 19  | 23 | Vitantonio Liuzzi  | HRT-Cosworth         | 43    | +1 krog     | 22     |     |
| Ods | 17 | Sergio Pérez       | Sauber-Ferrari       | 27    | Vzmetenje   | 9      |     |
| Ods | 22 | Daniel Ricciardo   | HRT-Cosworth         | 13    | Vibracije   | 23     |     |
| Ods | 3  | Lewis Hamilton     | McLaren-Mercedes     | 12    | Trčenje     | 2      |     |
| Ods | 18 | Sébastien Buemi    | Toro Rosso-Ferrari   | 6     | Trčenje     | 11     |     |
| Ods | 19 | Jaime Alguersuari  | Toro Rosso-Ferrari   | 0     | Trčenje     | 6      |     |